# كدكن
كدكن هي مدينة إيرانية تقع في محافظة خراسان رضوي.
يبلغ عدد سكانها 3,166 حسب احصاء عام 2006 م. من أعلامها الأديب محمد رضا الشفيعي الكدكني

## أعلام
- محمد رضا الشفيعي الكدكني